# Блоньский, Францишек
Францишек Блоньский (также Франц Блонский, пол. Franciszek Błoński, 1867—1910) — польский врач, ботаник-криптогамист и миколог.

## Биография
Родился в Варшаве в 1867 году. Во время учёбы в гимназии начал интересоваться изучением природы, стал публиковать фенологические заметки. В 1886 году Францишек поступил на медицинский факультет Варшавского университета. Окончив его в 1891 году, работал врачом на сахароваренном заводе в селе Спичинцы Киевской губернии.
Исследования Блоньского посвящены главным образом видовому разнообразию грибов, лишайников и мхов Польши (в частности, Беловежской пущи). Значительно пополнил сведения о разнообразии тайнобрачных растений Польши. Описал несколько новых видов грибов, а также форм цветковых растений. Начал подготовку многотомного определителя мхов Польши Conspectus muscorum Poloniae.
Скончался 4 (17) апреля 1910 года, заразившись тифом от одного из больных в госпитале.

## Некоторые научные публикации
- Błoński, F.; Drymmer, K.; Eismond, A. Spis roslin skrytokwiatkowych // Pamiętnik Fizyograficzny VIII. — 1888. — P. 76—119.
- Błoński, F. Materyjaly do flory skrytokwiatkowej krajowej. Wąbrobowce Królestwa Polskiego // Pamiętnik Fizyograficzny VIII. — 1888. — P. 156—202.
- Błoński, F. Materyjaly do flory skrytokwiatkowej krajowej. Mchy Królestwa Polskiego. Cz. I. Mchy bocznozarodniowe // Pamiętnik Fizyograficzny IX. — 1889. — P. 117—213.
- Błoński, F. Materyjaly do flory skrytokwiatkowej krajowej. Mchy Królestwa Polskiego. Cz. I. Mchy bocznozarodniowe // Pamiętnik Fizyograficzny X. — 1890. — P. 191—243.
- Błoński, F.; Aleksandrowicz, J. Grzyby jadalne i trujące // Encyklopedia Rolniczna III. — 1894. — P. 593—616.